# Mario Pinedo
Mario Daniel Pinedo Chore (né le 9 avril 1964 à La Paz en Bolivie) est un joueur de football international bolivien qui évoluait au poste de milieu de terrain.

## Biographie

### Carrière en club
Mario Pinedo joue en faveur du Destroyers Santa Cruz, de l'Oriente Petrolero, du Club Blooming, et du Real Santa Cruz.
Il remporte deux Coupes de Bolivie avec l'Oriente Petrolero.

### Carrière en sélection
Mario Pinedo reçoit 22 sélections en équipe de Bolivie, inscrivant trois buts, entre 1985 et 1994.
Il participe avec l'équipe de Bolivie à la Coupe du monde de 1994. Lors du mondial organisé aux États-Unis, il ne joue aucun match.

## Palmarès
Oriente Petrolero
- Coupe de Bolivie (2) :
  - Vainqueur : 1993 et 1994.